# Leucania decolorata
Leucania decolorata là một loài bướm đêm trong họ Noctuidae.